# Tritoniopsis intermedia
Tritoniopsis intermedia là một loài thực vật có hoa trong họ Diên vĩ. Loài này được (Baker) Goldblatt miêu tả khoa học đầu tiên năm 1990.